# Spoorlijn Hamburg Holstenstraße - Pinneberg
De spoorlijn Hamburg Holstenstraße - Pinneberg is een Duitse spoorlijn in Hamburg en Sleeswijk-Holstein en is als spoorlijn 1225 onder beheer van DB Netze. De lijn is onderdeel van de S-Bahn van Hamburg.

## Geschiedenis
Het traject werd door de Deutsche Bahn in fases geopend:
- Holstenstraße - Langenfelde: 22 februari 1962
- Langenfelde - Elbgaustraße: 26 september 1965
- Elbgaustraße - Pinneberg: 23 september 1967

## Treindiensten
De Deutsche Bahn verzorgt het personenvervoer op dit traject met S-Bahn treinen.
| Serie | Treinsoort                          | Route | Bijzonderheden |
| ----- | ----------------------------------- | --- | --- |
|       | S-Bahn (DB Regio)                   | Elbgaustraße – Eidelstedt – Dammtor – Hauptbahnhof – Berliner Tor – Bergedorf – Aumühle                                                                                  | |
|       | S-Bahn (DB Regio)                   | Pinneberg – Elbgaustraße – Eidelstedt – Altona – Hauptbahnhof – Harburg – Harburg Rathaus – Neugraben                                                                    | |
| A 1   | Regionalbahn/S-Bahn (AKN Eisenbahn) | Hamburg Hbf – Hamburg Dammtor – Hamburg-Eidelstedt – Hamburg-Schnelsen – Quickborn – Ulzburg Süd – Henstedt-Ulzburg – Kaltenkirchen (Holst) – Bad Bramstedt – Neumünster | HH-Eidelstedt - Kaltenkirchen elke 20 min., Kaltenkirchen - Neumünster 2x per uur in de spits, ma-vr 1x per dag van/naar Hamburg Hbf |

## Aansluitingen
In de volgende plaatsen is of was er een aansluiting op de volgende spoorlijnen:
Hamburg Holstenstraße
DB 1240, spoorlijn tussen Hamburg Hauptbahnhof en Hamburg-Altona
Hamburg Diebsteich
DB 1270, spoorlijn tussen Hamburg Hauptbahnhof en Hamburg Diebsteich
Hamburg-Eidelstedt
DB 9121, spoorlijn tussen Hamburg-Altona en Neumünster Süd
aansluiting Bickbargen
DB 1220, spoorlijn tussen Hamburg-Altona en Kiel

## Elektrische tractie
De S-Bahn van Hamburg maakt op dit traject gebruik van een stroomrail. Dit net heeft een spanning van 1200 volt.